# Casino-Referendum in Palau 2011
Das Referendum zur Legalisierung von Casinos in Palau 2011 (referendum on legalising casino establishments) wurde am 22. Juni 2011 in Palau durchgeführt. Die Wähler wurden gefragt, ob sie der Legalisierung von staatlich konzessioniertem Glücksspiel, bzw. der Errichtung von Casinos in Palau zustimmen könnten. Der Vorschlag wurde von 75,5 % der Wähler abgewiesen.

## Ergebnis
„Do you approve of the establishment of casino gaming in the Republic of Palau?“
„Stimmen Sie der Einrichtung eines Casinos in der Republik Palau zu?“
| Wahl                              | Stimmen | %     |
| --------------------------------- | ------- | ----- |
| Dafür                             | 1.085   | 24,47 |
| Dagegen                           | 3.349   | 75,53 |
| Ungültig/nicht abgestimmt         | 3       | –     |
| Gesamt                            | 4.437   | 100   |
| Wahlberechtigte/Wahlbeteiligung   | 14.163  | 31,33 |
| Source: Direct Democracy. sudd.ch |         |       |